# Scuderia Coloni
Scuderia Coloni ili Coloni Motorsport je bivša momčad Formule 1 koja je u tom natjecanju nastupala od 1987. do 1991. Osnivač momčadi je bio Enzo Coloni.
Momčad koja je počela život u Talijanskoj Formuli 3 1983. godine već godinu kasnije osvaja naslov u toj seriji s vozačem Ivanom Capellijem, a 1986. ulaze u Formulu 3000 sa starim March 85d bolidom, te Nicolom Larinijem i Gabrielom Tarquinijem za volanom, ali bezuspješno. Svejedno, to nije spriječilo momčad da uđu u Formulu 1 godinu kasnije na VN Italije, a okidač za odluku o ulasku u F1 je bila odluka FIA-e o ukidanju turbo motora što je ulazak u F1 učinilo puno pristupačnijim i jeftinijim. U pet sezona nisu uspjeli osvojiti bodove, a najbolji rezultat je ostvario Tarquini na VN Kanade 1988. kada je završio na osmom mjestu.
Nakon što se 1991. nisu uspjeli kvalificirati ni na jednu utrku, Enzo Coloni prodaje momčad Andrei Sassettiju, koji osniva momčad Andrea Moda Formula. Coloni se kasnije ponovno natjecao u Formuli 3, Superleague Formuli, F3000 te kasnije u GP2 (2005. do 2009. kao Fisichella Motor Sport) sve do 2012. a momčad prestaje postojati 2015.

## Vanjske poveznice
- Coloni - Stats F1